# Blind Guardian
Blind Guardian is een Duitse metalband die in 1984 werd opgericht in Krefeld, Duitsland als Lucifer's Heritage door zanger (en toen ook bassist) Hansi Kürsch, gitaristen André Olbrich en Markus Dörk en drummer Thomas Stauch. In 1987 werd de bandnaam veranderd naar de huidige naam en in 1988 kwam hun eerste album Battalions of Fear uit. De band staat algemeen bekend als een van de 'grote vier' powermetalbands, samen met Helloween, Sabaton en DragonForce. Vanaf het in 2010 uitgebrachte album At the Edge of Time leunt de band steeds meer aan tegen progressieve metal, een stijl die ze op het album Nightfall in Middle-Earth uit 1998 reeds verkenden. De geleidelijke verandering in de stijl leidde ertoe dat de originele drummer Thomas Stauch in 2005 reeds de band verliet. In 2019 werd een album uitgebracht samen met het Praags Filharmonisch Orkest onder de naam Blind Guardian Twilight Orchestra. In 2022 kwam het twaalfde album van de band uit. In 2023 ging Blind Guardian op tournee met de band Scardust.

## Bandleden

### Huidige leden
- Hansi Kürsch - zang (1984-heden), basgitaar (1984-1996)
- André Olbrich - sologitaar en zang (1984-heden)
- Marcus Siepen - slaggitaar en zang (1987-heden)
- Frederik Ehmke - drums (2005-heden)
- Johan Van Stratum - basgitaar (2021-heden)

### Voormalige leden
- Thomas Kelleners - zang (1984)
- Markus Dörk - slaggitaar (1984-1986)
- Christoph Theissen - slaggitaar (1986)
- Hans-Peter Frey - drums (1986)
- Thomas Stauch - drums (1984-1986, 1987-2005)

## Discografie

### Albums
Niet hieronder genoemd
- Tokyo Tales (1993, livealbum) - Goud in België[8]
- Imaginations from the Other Side Live (2020, livealbum)

| Album                                  | Verschijnen | Label                             | Hitlijsten | Hitlijsten | Hitlijsten | Hitlijsten | Hitlijsten | Hitlijsten | Hitlijsten | Opmerkingen                                         |
| Album                                  | Verschijnen | Label                             | BE (VL)    | BE (VL)    | BE (WA)    | BE (WA)    | GB         | DE         | FR         | Opmerkingen                                         |
| Album                                  | Verschijnen | Label                             | Piek       | Weken      | Piek       | Weken      | Piek       | Piek       | Piek       | Opmerkingen                                         |
| -------------------------------------- | ----------- | --------------------------------- | ---------- | ---------- | ---------- | ---------- | ---------- | ---------- | ---------- | --------------------------------------------------- |
| Battalions of Fear                     | 1988        | No Remorse, Virgin, Century Media | —          | —          | —          | —          | —          | 53         | —          | Studioalbum                                         |
| Follow the Blind                       | 1989        | No Remorse, Virgin, Century Media | —          | —          | —          | —          | —          | 51         | —          | Studioalbum                                         |
| Tales from the Twilight World          | 1990        | No Remorse, Virgin, Century Media | —          | —          | —          | —          | —          | 43         | —          | Studioalbum                                         |
| Somewhere Far Beyond                   | 1992        | Virgin, Century Media             | —          | —          | —          | —          | —          | 36         | —          | Studioalbum                                         |
| Imaginations from the Other Side       | 1995        | Virgin, Century Media             | —          | —          | —          | —          | —          | 13         | —          | Studioalbum                                         |
| The Forgotten Tales                    | 1996        | Virgin                            | —          | —          | —          | —          | —          | 36         | —          | Verzamelalbum                                       |
| Nightfall in Middle-Earth              | 1998        | Virgin, Century Media             | —          | —          | —          | —          | —          | 7          | —          | Studioalbum                                         |
| A Night at the Opera                   | 2002        | Virgin, Century Media             | —          | —          | —          | —          | —          | 5          | 67         | Studioalbum                                         |
| Live                                   | 2003        | Virgin, Century Media             | —          | —          | —          | —          | —          | 16         | 136        | Livealbum                                           |
| Imaginations Through the Looking Glass | 2004        | Virgin, Capitol                   | —          | —          | —          | —          | —          | 27         | —          | Dvd                                                 |
| A Twist in the Myth                    | 2006        | Nuclear Blast                     | —          | —          | —          | —          | —          | 4          | 87         | Studioalbum                                         |
| At the Edge of Time                    | 2010        | Nuclear Blast                     | —          | —          | 67         | 2          | —          | 2          | 48         | Studioalbum                                         |
| Memories of a Time to Come             | 2012        | Virgin                            | —          | —          | —          | —          | —          | 6          | —          | Verzamelalbum                                       |
| A Traveler's Guide to Space and Time   | 2013        | Virgin                            | —          | —          | —          | —          | —          | 8          | —          | Verzamelalbum                                       |
| Beyond the Red Mirror                  | 2015        | Nuclear Blast                     | 84         | 3          | 118        | 2          | 54         | 4          | 72         | Studioalbum                                         |
| Live Beyond the Spheres                | 2017        | Nuclear Blast                     | —          | —          | 119        | 2          | —          | 9          | —          | Livealbum                                           |
| Legacy of the Dark Lands               | 2019        | Nuclear Blast                     | 169        | 1          | 160        | 1          | —          | 7          | 174        | Als Blind Guardian Twilight Orchestra / Studioalbum |
| The God Machine                        | 2022        | Nuclear Blast                     | 77         | 1          | 88         | 1          | —          | 2          | 90         | Studioalbum                                         |

### Singles
- Banish from Sanctuary (1989)
- A Past and Future Secret (1995)
- Bright Eyes (1995)
- Mr. Sandman (1996)
- Mirror Mirror (1998)
- And Then There Was Silence (2001)
- The Bard's Song (In the Forest) (2003)
- Fly (2006)
- Another Stranger Me (2007)
- A Voice in the Dark (2010)
- Twilight of the Gods (2014)
- Violent Shadows (Live) (2020)
- Merry Xmas Everybody (2020)
- Deliver Us from Evil (2021)
- Secrets of the American Gods (2022)
- Blood of the Elves (2022)
- Violent Shadows (2022)

| Lied                            | Verschijnen | Album                     | Hitlijsten |
| Lied                            | Verschijnen | Album                     | DE         |
| Lied                            | Verschijnen | Album                     | Piek       |
| ------------------------------- | ----------- | ------------------------- | ---------- |
| Mirror Mirror                   | 1998        | Nightfall in Middle-Earth | 42         |
| And Then There Was Silence      | 2001        | A Night at the Opera      | 41         |
| The Bard's Song (In the Forest) | 2003        | Somewhere Far Beyond      | 40         |
| Fly                             | 2006        | A Twist in the Myth       | 32         |
| Another Stranger Me             | 2007        | A Twist in the Myth       | 79         |
| A Voice in the Dark             | 2010        | At the Edge of Time       | 62         |